# Carol Potter
Pour les articles homonymes, voir Potter.
Carol Potter est une actrice américaine née le 21 mai 1948 à New York, États-Unis.

## Biographie
En 1977, elle fait ses débuts au théâtre de Broadway et joue dans Gemini (en), l'une des comédies musicales la plus longue de l'histoire de Broadway.
En 1985, Carol épouse Spencer Eastman avec qui elle a un fils Christopher né en 1987, mais trois mois plus tard, on diagnostique un cancer des poumons à Spencer qui meurt en 1988. Carol se remarie en octobre 1990 avec Jeffrey Josephson, en même temps que le lancement de Beverly Hills 90210.

## Filmographie
- 1986 : Les Routes du paradis : Janet Marham (saison 3 épisode14)
- 1990 - 1995 : Beverly Hills 90210 (série TV) : Cindy Walsh, la mère
- 1997-1999: Sunset Beach : Joan Cummings
- 2004 : JAG : Hearing Officer (1 épisode)
- 2008 : Greek : Paula Baker (saison 2 épisode 6)
- 2009 : Médium : la secrétaire de Joe DuBois Sr. (saison 6 épisode 9)
- 2019 : BH90210 : elle-même